# 聖吉爾教堂

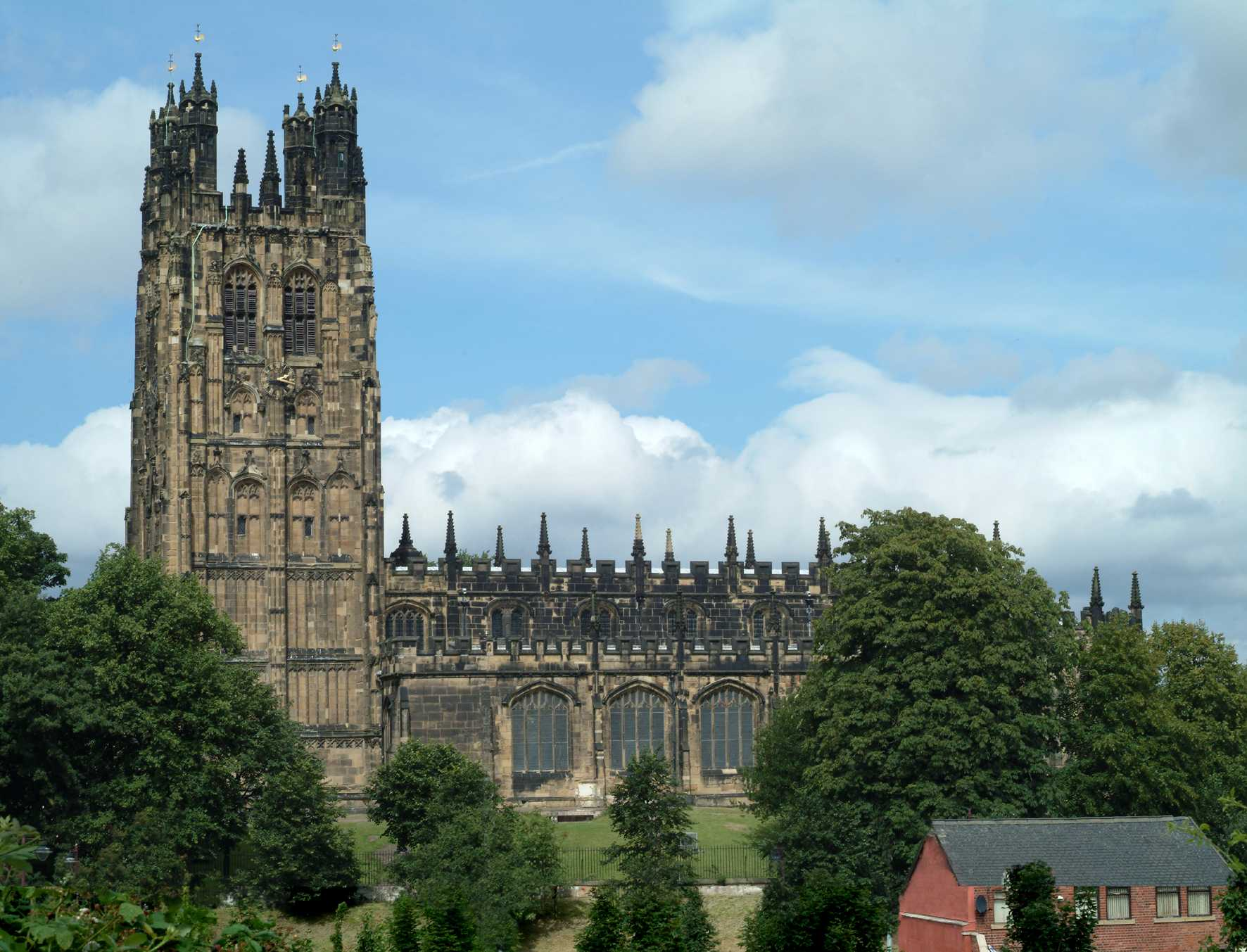
聖吉爾教堂

聖吉爾教堂（St Giles' Church）是英國威爾斯雷克斯漢姆的一座教堂，也是一座1級登錄建築。這座教堂也是威爾斯最大的中世紀時期的教區教堂。

## 外部連結
- St Giles' Parish site （页面存档备份，存于）
- Panoramic views from the Church - from the BBC
- Artwork at St Giles' Church, Wrexham （页面存档备份，存于）

53°02′39″N 2°59′34″W / 53.0442°N 2.9927°W